# Cataractes du Nil
Pour les articles homonymes, voir Cataracte.

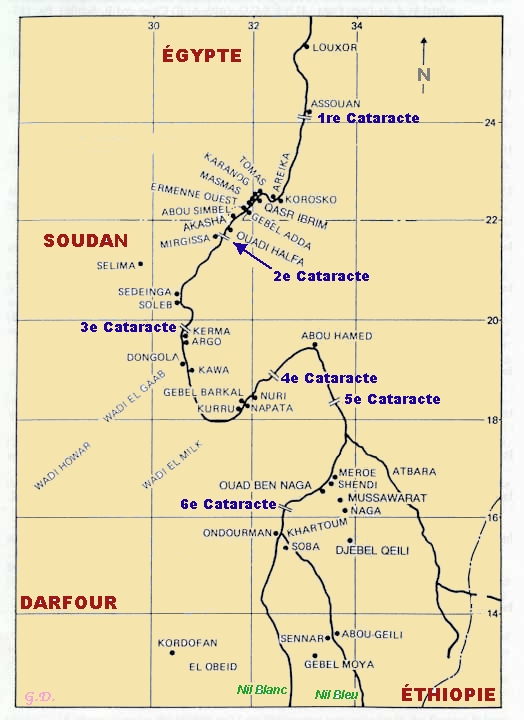
Les cataractes du Nil.

Les cataractes du Nil sont des rapides, plus que des chutes d'eau, dus à des encombrements rocheux dans le lit du Nil. Au nombre de six, elles rendent difficile — et dangereuse en certains endroits — la navigation sur le fleuve, mais sans l’interrompre.
Depuis le Nord de Khartoum, au Soudan actuel, la vallée du Nil sinue de cataracte en cataracte jusqu'à Assouan, en Égypte. Dès l’Antiquité, Hérodote évoque ces « Éthiopiens » qui vivent entre la première et la sixième cataracte du Nil.
La Nubie s'étend de la première jusqu'à la quatrième cataracte.
Le désert de Bayouda se trouve dans la boucle formée par le Nil entre la quatrième et la sixième cataracte.

## Première cataracte
24° 04′ 41″ N, 32° 52′ 41″ E

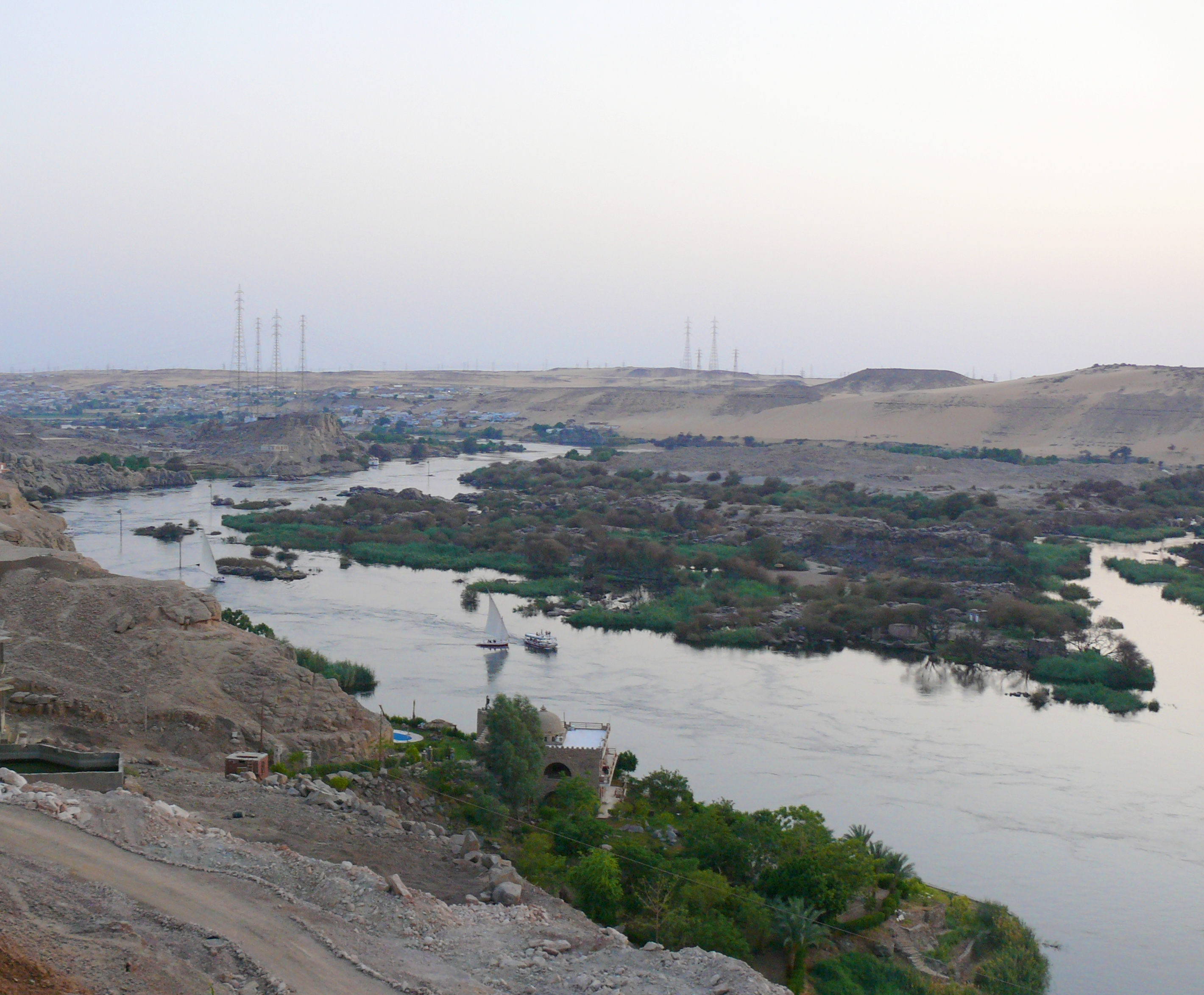
La première cataracte, vue de l'ancien barrage d'Assouan.

Dans l'Antiquité, la première cataracte du Nil était la frontière sud de l'Égypte. Elle se trouve immédiatement en amont d'Assouan au niveau de l'île de Begah. Régulée par le barrage d'Assouan, elle se présente désormais sous forme d'un chapelet d'îles barrant le fleuve. Les canaux formés constituent une réserve naturelle qui peut être parcourue en bateau.

## Deuxième cataracte
21° 29′ N, 30° 58′ E
Appelée aussi « Grande cataracte », elle se trouve en Nubie. Sésostris Ier pacifie la Basse-Nubie à la suite de son père et fait construire un ensemble de forteresses, complétées par ses successeurs jusqu’à Sésostris III. Au cœur de la cataracte, située immédiatement en amont de Wadi Halfa, ce dernier fait construire deux énormes citadelles : à Semna sur la rive ouest et Koumma à l’est.
Selon Winston Churchill elle s'étend sur seize kilomètres de long (neuf miles) pour un dénivelé total de vingt mètres (trois-cents pieds). 

## Troisième cataracte
19° 46′ N, 30° 22′ E
La troisième cataracte se trouve en aval de Kerma. Parmi les rochers en granit se dresse une statue du pharaon noir Taharqa. Selon Churchill elle s'étend sur cinq kilomètres (trois miles). 

## Quatrième cataracte
18° 55′ N, 32° 22′ E
La quatrième cataracte du Nil, située en amont du barrage de Merowe, se caractérise par ses rapides et ses énormes formations rocheuses.

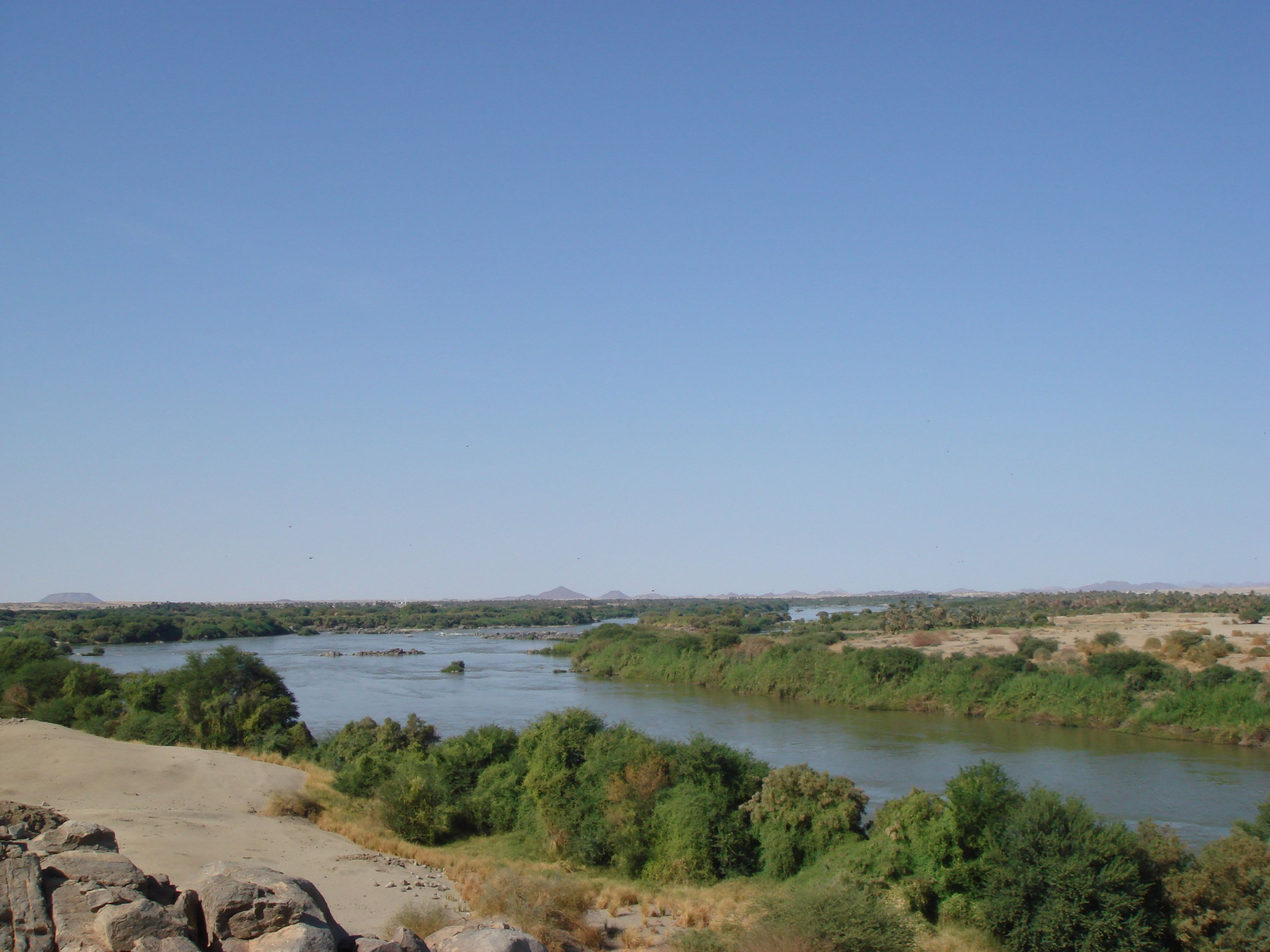
La cinquième cataracte du Nil, au Soudan.

## Cinquième cataracte
17° 40′ 37″ N, 33° 58′ 12″ E
La cinquième cataracte est située le plus à l'Est, à mi-chemin entre les villes de Abu Hamad et Atbara.

## Sixième cataracte
16° 17′ 17″ N, 32° 40′ 16″ E
À cinquante kilomètres au nord de Khartoum, la capitale soudanaise, et en aval de la réserve de Sabaloka, le désert est rempli de formations granitiques, derniers contreforts de la sixième cataracte.